# Cléo Beclemicheff
Cléopâtre Vladimirovna Beclemicheff dite Cléo Beclemicheff (en russe беклеМишеВА, клео (клеопАтрА) ВлАдиМироВнА), né le 9 juillet 1898 à Saint-Pétersbourg et morte le 19 octobre 1976 dans le 18e arrondissement de Paris, est un sculptrice russe.

## Biographie
Elle se fait remarquer en 1929 en exposant aux galeries J. Allard les sculptures Jeune créole, Bergamasque, Jeanne d'Arc, Léda, Pierrot mélancolique, Cléopâtre, Capriccio, Femme au fétiche et Jongleurs. 